# Ksar Kaddour
Ksar Kaddour (arabisch قصر قدور, DMG Qaṣr Qaddūr) ist eine algerische Gemeinde in der Provinz Timimoun mit 4742 Einwohnern (Stand: 2008).

## Geographie
Ksar Kaddour wird umgeben von Kerzaz im Norden, von Tinerkouk im Osten und von Ouled Said im Süden.